# Luis Belló
Luis Belló Martínez (Cieza, 7 de enero de 1929-Zaragoza, 3 de octubre de 2021), fue un futbolista y entrenador español. Jugó de centrocampista en el Real Zaragoza y Hércules CF, en Primera División de España.

## Trayectoria
Luis Belló o Belló II (ya que en el equipo zaragocista coincidió con su hermano, Belló I) jugó en el Real Zaragoza en la temporada 1950/51, el equipo consiguió el ascenso a Primera División tras quedar segundos en la tabla clasificatoria y tras un disputar el playoff de ascenso. Posteriormente jugó en el Zaragoza las dos temporadas en que permaneció el equipo en Primera División hasta su regreso a Segunda. Debutó en Primera, en un Atlético Tetuán-Real Zaragoza (0-1) el 9 de septiembre de 1951. Jugó en la temporada 1951/52 veintinueve partidos en liga logrando nueve goles. En la temporada 1952/53, disputó veintiséis encuentros marcando un gol, el Zaragoza descendió a Segunda División. En el Hércules también jugó en Primera, en la temporada 1954/55 lo hizo en quince partidos sin lograr goles, y en la temporada 1955/56 jugó dieciséis partidos y metió un gol.
Curiosamente, también entrenó a ambos equipos. Al Real Zaragoza lo hizo en 1964. Tras la destitución de Antoni Ramallets el 12 de mayo de 1964, Luis Belló se hizo cargo del equipo y resultó ser un gran revulsivo. El Zaragoza se proclamó campeón de la Copa de Ferias el 21 de junio de 1964 tras vencer al Valencia 1-2; y fue campeón también de la Copa del Generalísimo el 5 de julio de 1964, tras la victoria frente al Atlético de Madrid por 1-2. Fue director deportivo del Real Zaragoza por cuatro años además, de 1961 a 1965.
Al Hércules lo entrenó la temporada 1965/66, realizando una gran temporada donde el equipo herculano se proclamó campeón del Grupo II de Segunda División.
Su hija, María José Belló, está casada con el escritor Ignacio Martínez de Pisón.

## Clubes

### Como jugador
| Club          | País   | Año       |
| ------------- | ------ | --------- |
| Cieza         | España | 1945-1947 |
| Albacete      | España | 1947-1950 |
| Real Zaragoza | España | 1950-1953 |
| Hércules      | España | 1954-1956 |
| Cieza         | España | 1958-1959 |

### Como entrenador
| Club          | País   | Año       |
| ------------- | ------ | --------- |
| Real Zaragoza | España | 1964      |
| Hércules      | España | 1965-1966 |
| Real Betis    | España | 1966-1967 |
| Castellón     | España | 1967-1968 |
| Real Murcia   | España | 1968-1969 |
| Pontevedra    | España | 1969      |

## Palmarés

### Como entrenador

#### Campeonatos nacionales
| Título                | Club          | País   | Año  |
| --------------------- | ------------- | ------ | ---- |
| Copa del Generalísimo | Real Zaragoza | España | 1964 |

#### Copas internacionales
| Título         | Club          | País   | Año  |
| -------------- | ------------- | ------ | ---- |
| Copa de Ferias | Real Zaragoza | España | 1964 |